# Ramotshere Moiloa
La municipalité locale de Ramotshere Moiloa est une municipalité locale d'Afrique du Sud, située dans la province du Nord-Ouest. Son siège se trouve dans la ville de Zeerust.

## Géographie
La municipalité compte trente-huit localités dont les villes de Zeerust et Dinokana (en).
Elle est limitrophe du district du Sud-Est du Botswana et est donc proche de sa capitale Gaborone.